# Eudendrium magnificum
Eudendrium magnificum is een hydroïdpoliep uit de familie Eudendriidae. De poliep komt uit het geslacht Eudendrium. Eudendrium magnificum werd in 1954 voor het eerst wetenschappelijk beschreven door Yamada. 